# Светски куп у рагбију 13 1960.
Светски куп у рагбију тринаест 1960. био је трећи Светски куп у рагбију 13.

Домаћин трећег Светског купа била је Енглеска. 
Селекција Велике Британије је освојила титулу првака Света, пошто је победила у све три утакмице. 

## Учесници
- Рагби 13 репрезентација Француске

- Рагби 13 репрезентација Велике Британије
- Рагби 13 репрезентација Аустралије
- Рагби 13 репрезентација Новог Зеланда

## Стадиони
- Стадион Одсал - Бредфорд, 60 000 места[11] [12]
- Стадион Централ парк - Виган, 48 000 места
- Стадион Стејшон роуд - Свинтон, 40 000 места
- Стадион Хејдингли - Лидс, 35 000 места.

## Резултати
- Велика Британија - Нови Зеланд 23-8
- Аустралија - Француска 13-12
- Аустралија - Нови Зеланд 21-15
- Велика Британија - Француска 33-7
- Француска - Нови Зеланд 0-9
- Велика Британија - Аустралија 10-3

### Табела
| Табела              | ИГ | Д | Н | И | ПД | ПП | ББ | Бод. |
| ------------------- | -- | - | - | - | -- | -- | -- | ---- |
| 1. Велика Британија | 3  | 3 | 0 | 0 | 66 | 18 | 0  | 6    |
| 2. Аустралија       | 3  | 2 | 0 | 1 | 37 | 37 | 0  | 4    |
| 3. Нови Зеланд      | 3  | 1 | 0 | 2 | 32 | 44 | 0  | 2    |
| 4. Француска        | 3  | 0 | 0 | 3 | 19 | 55 | 0  | 0    |

## Статистика рагбиста
Највише есеја - Брајан Карлсон, Аустралијанац 4 есеја. 
| Прваци Света у рагбију тринаест 1960.                |
| ---------------------------------------------------- |
| Рагби 13 репрезентација Велике Британије (2. титула) |